# Yodok
 (juin 2013).

Yodok est le centre d´un arrondissement de la province du Hamgyong du Sud en Corée du Nord.
À Yodok, se trouve le camp de concentration de Yodok, le plus grand goulag nord-coréen (Kwanliso, centre de rééducation no 15Nancy). Ce camp de concentration possède une mine d'or et de nombreux ateliers où travaillent les prisonniers politiques. Les conditions de vie sont très dures : 4 à 20 % de mortalité annuelle. Les détenus sont divisés en deux groupes : d’un côté, les « récupérables », de l’autre, les « irrécupérables » qui n’ont aucune chance d’être libérés. Les conditions de travail, d’hygiène et de nourriture sont effroyables. Des exécutions publiques sont effectuées lorsque des tentatives d’évasion ont lieu : ce ne sont pas seulement les « fautifs » qui sont exécutés, mais aussi toute leur famille. Le camp de Yodok est aussi caractérisé par la rééducation politique. S’y déroulent des séances de critiques et d’autocritiques destinées aux détenus deux fois par semaine. Il y aurait[évasif] dans les camps nord-coréens des expériences faites sur des prisonniers.

## Historique des députations de la circonscription de Yodok (538e)
- XIème législature (2003-2009) : Kim Kyung Ho (Hangeul:김경호)
- XIIème législature (2009-2014) : Yu Kyung Hak (Hangeul: 유경학 Hanja:柳京學)
- XIIIème législature (2014-2019) : Han Ryong Kuk (Hangeul: 한룡국)